# Maui
Maui (/ˈmaʊ.i/; : [ˈmɐwwi]); havaiano: [ˈmɐuwi]) é a segunda maior ilha do Havai com 1,883 quilômetros quadrados e a 17ª maior ilha nos Estados Unidos. Maui é parte do Estado do Havaí e a maior das quatro ilhas do Condado de Maui, maior do que Molokai, Lanai, e a despovoada Kahoolawe.
O relevo da ilha é dominado pelo Vulcão Haleakalā. Em 2012, o jornal britânico The Guardian incluiu Maui na lista dos cinco melhores lugares do mundo para se viver, ao lado do Santa Cruz de Tenerife, em Espanha; o distrito de Cihangir, em Istambul; Portland, nos Estados Unidos e Sankt Pauli, em Hamburgo,na Alemanha.

## Condado
Maui é também um dos 5 condados que compõem o Estado americano do Havaí. Os outros condados são: Big Island Hawaii, Oahu (capital do estado), Kauai e Nihau; sendo que cada um destes é uma ilha.
O Condado de Maui por sua vez incorpora também outras ilhas em: Molokai a norte, Kahoolawe a sudoeste e Lanai a noroeste.
As cidades "towns" mais importantes do condado são: Lahaina, Kihei, Kahului, Wailuku, Makawao, Paia, Hana, Lanai City (ilha de Lanai), Haiku e Molokai (Ilha de Molokai).

### Kahului e Wailuku
Kahului juntamente com o Wailuku, formam a área mais densamente povoada da ilha, essa região também é conhecida como Maui Big City (Grande Cidade de Maui).
Em Kahului localiza-se o principal aeroporto de Maui (OGG), de onde partem e chegam voos da ilha de Oahu (Capital do Estado) e também do continente (EUA), porque Maui não possui um aeroporto internacional.
Os maiores e mais populares shoppings e centros de compras da ilha também estão em Kahului, bem como o maior porto da Ilha, Kahului Harbor (Porto de Kahului), responsável pela totalidade do abastecimento de bens e gêneros alimentícios advindos do continente; tornando a região o principal centro financeiro e comercial de Maui.
Em Wailuku localiza-se a sede do condado de Maui, comandado atualmente pelo prefeito Alan M. Arakawa, e também todos os órgãos dos governamentais das esferas federal, estadual e municipal.
Além de toda a atividade comercial nesta região, nela ainda está alocada a principal atividade econômica de Maui: a cultivo e o refino da cana de açúcar.
Os habitantes tem suas moradias localizadas geralmente aos pés do Iao Valley, um vale formado pela Montanha West Maui, onde na outra face localiza-se a cidade de Lahaina.

### Kihei
Kihei localiza-se no sul de Maui e engloba, respectivamente, as seguintes áreas: Maalaea, Kihei, Wailea e Makena. Seu código postal é 96753. É uma cidade com vários Resorts e Hotéis, sendo os mais baratos e populares em Kihei e os mais badalados como o Grand Wailea Hotel e o Fairmont Kea Lani, localizados na região de Wailea/Makena.
Dotada de inúmeras belas praias Kihei também conta com Beach Parks (parque aquático) com áreas gramadas para realização de churrascos e afins.Um desses beach parks, o Cove Park é conhecido como o paraíso para os iniciantes na prática do surfe.
As praias de Wailea são consideradas as mais belas do mundo, e, apesar de estarem em frente aos hotéis de luxo são áreas públicas como todas as praias no estado.
Em Makena estão situadas a Makena Landing e La Perousse Bay, onde o solo tem formação de menos de 200 anos e data da última erupção do Vulcão Haleakalä. Nesta área localiza-se o maior recife de corais de toda a ilha de Maui, a água é cristalina e há abundância de vida marinha como peixes de espécies variadas e a tartaruga marinha, eleita como símbolo da ilha; todos esses componentes criam um ambiente perfeito para a prática de mergulho desportivo.

### Jaws
Ao norte da ilha de Maui, precisamente em Pe'hai, localizam-se as ondas gigantes chamadas de Jaws, atualmente são consideradas as melhores do mundo (deixando para trás as Mavericks da Califórnia).
O nome das ondas vem da imensa quantidade de recifes e águas profundas essa combinação é denominada Jaws, apresentando ondas do local que chegam a 120 pés (37 m), e até 48 km/h.
O Pico de Jaws é conhecido como a casa do Tow-In Surf e ganhou essa fama devido a uma série de fotos e filmagens de grandes surfistas pioneiros do Tow-In em ação no local.
A prática do surfe na região só é privilegiada nos meses de inverno (Dezembro e Janeiro) onde o grande vento se combina com o inchaço do oceano provocando as imensas ondas. O pico também é muito procurado por ser de formação ondular limpa e tradicional, trazendo ondas da direita e esquerda tradicionalmente com barreira muito forte.
Em 2001 o australiano Mark Visser foi o primeiro a surfar as ondas de Jaws à noite.